# 小跳蛙属
小跳蛙属(Ingerana )，也称小岩蛙屬，是无尾目叉舌蛙科的一属动物。

## 種類
截止2021年底，根据 Amphibian Species of the World 中的记录本属包含4种：
- 北小岩蛙（Ingerana borealis），也称北蟾舌蛙。
- Ingerana charlesdarwini
- 网纹舌突蛙（Ingerana reticulata）
- 丹那沙林小跳蛙（Ingerana tenasserimensis）